# El Pont de Vilomara i Rocafort
El Pont de Vilomara i Rocafort (manchmal auch als Rocafort i Vilumara bezeichnet) ist eine Gemeinde (municipi) mit 4.140 Einwohnern (Stand: 2024) in der Comarca Bages in der Provinz Barcelona in der Autonomen Region Katalonien. Die Gemeinde besteht aus den beiden Orten El Pont de Vilomara und Rocafort sowie mehreren Einzelgehöften.

## Lage
Der bei weitem größere Ortsteil El Pont de Vilomara liegt in einer Höhe von etwa 200 Metern ü. d. M. auf dem Ostufer des Riu Llobregat; der nur etwa 50 Einwohner zählende Ortsteil Rocafort befindet sich etwa sieben Kilometer (Fahrtstrecke) südöstlich am nordwestlichen Rand des Parque natural de Sant Llorenç del Munt i l’Obac in einer Höhe von etwa 300 Metern ü. d. M. Der sehenswerte Nachbarort Talamanca befindet sich etwa 25 Kilometer nordöstlich. Die Städte Barcelona und Manresa liegen etwa 68 Kilometer südöstlich bzw. etwa acht Kilometer nordwestlich.

## Bevölkerungsentwicklung
| Jahr      | 1960  | 1970  | 1981  | 1990  | 2000  | 2010  |
| Einwohner | 1.933 | 2.017 | 2.109 | 2.226 | 2.668 | 2.751 |

Mitte des 19. Jahrhunderts hatte die Gemeinde etwa 850 Einwohner; seitdem ist ein anhaltendes Bevölkerungswachstum zu verzeichnen, das auch durch die Reblauskrise im Weinbau und die Mechanisierung der Landwirtschaft nicht unterbrochen wurde und hauptsächlich auf die Nähe zur Stadt Manresa zurückzuführen ist.

## Wirtschaft
Früher lebten die Einwohner hauptsächlich als Selbstversorger von der Landwirtschaft, zu der auch der Anbau von Wein und die Haltung von Vieh gehörte. Im frühen 19. Jahrhundert entwickelte sich die Region Pla de Bages zu einem bedeutenden Weinbaugebiet, doch hatten die Gemeinden deshalb ganz besonders unter der Reblauskrise zu leiden. In den letzten Jahrzehnten siedelten sich kleinere Industriebetriebe an.

## Geschichte
Wahrscheinlich stand bereits in antiker Zeit eine Brücke über den Riu Llobregat, wodurch der sich entwickelnde Ort einerseits gefördert wurde, andererseits aber auch wiederholt Übergriffen ausgesetzt war. Im 9. und 10. Jahrhundert wurde das Gebiet durch die Grafen von Barcelona aus den Händen des Islam zurückerobert (reconquista) und wiederbesiedelt (repoblación). Urkunden berichten von vielen Toten und Flüchtlingen während der Pestepidemie des Jahres 1348.

## Sehenswürdigkeiten
El Pont de Vilomara
- Der Ort trägt seinen Namen wegen einer wohl bereits in römischer Zeit existierenden Brücke über den  Riu Llobregat; diese wurde jedoch immer wieder verändert und dient bis auf den heutigen Tag als Straßenbrücke. Eine elegant wirkende sechsbogige Brücke aus dem späten Mittelalter befindet sich etwa 500 Meter weiter südlich.
- Die auf dem Friedhof stehende romanische Einsiedlerkirche (Ermita de Santa Magdalena del Pla) wird in einer Urkunde des Jahres 1077 erstmals erwähnt, doch stammt der schmucklose Bau wohl erst aus dem 12. Jahrhundert. Das ursprünglich auf der Südseite befindliche Portal wurde irgendwann zugemauert und durch eines auf der Westseite ersetzt.

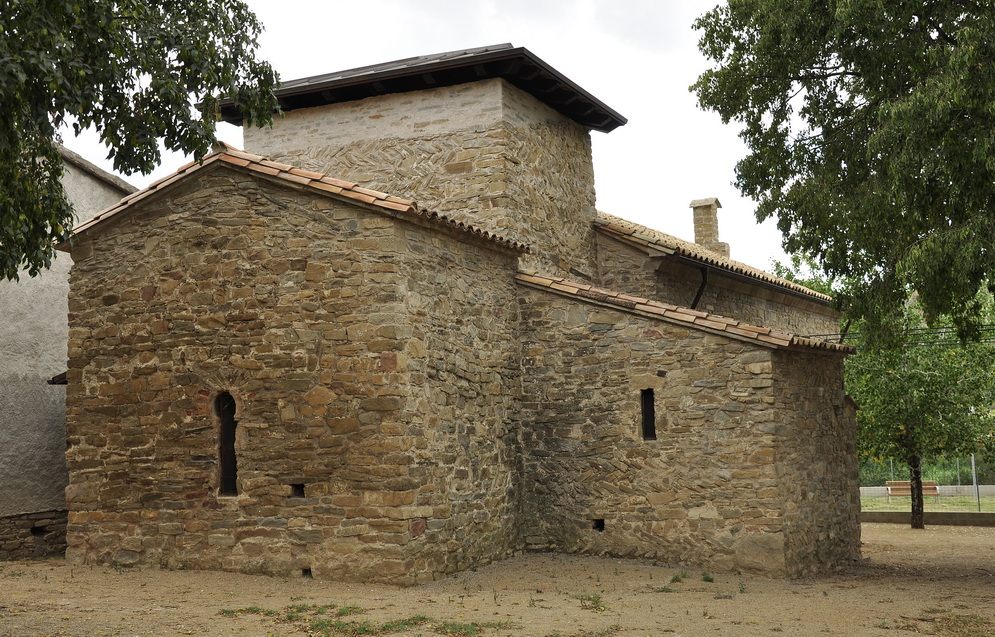
Santa Maria de Matadars

- Die Ostteile der etwa einen Kilometer südlich des Ortes stehenden kleinen Kirche Santa Maria de Matadars oder auch Santa Maria del Marquet gehören noch der präromanischen Zeit (9. oder 10. Jahrhundert) an. Der Übergang zur Apsis wird von einem Hufeisenbogen gebildet. Das einschiffige Langhaus der Kirche ist jedoch der Romanik (11./12. Jahrhundert) zuzurechnen. Die Kirche gehört zu den architektonischen Kostbarkeiten der Region.

Rocafort

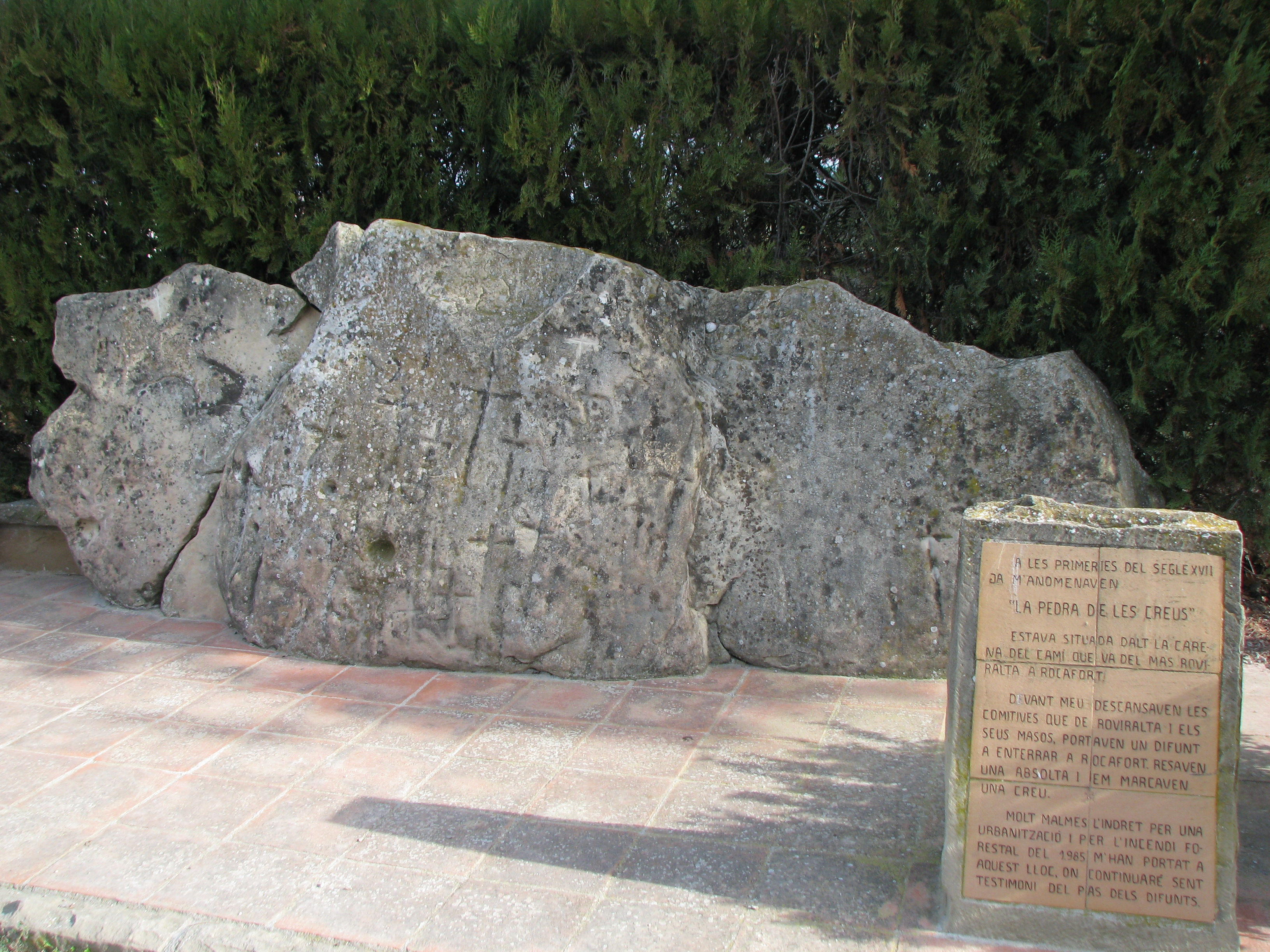
Roca de les Creus

- Von der bereits in den Jahren 902 und 1023 erwähnten mittelalterlichen Burg (castell) stehen nur noch Ruinen.
- Die ländlich-gotische Kirche Santa Maria stammt aus dem 13./14. Jahrhundert und ist – obwohl sie an der Stelle eines romanischen Vorgängerbaus errichtet wurde – in Nord-Süd-Richtung orientiert. Das Tonnengewölbe der einschiffigen Kirche ist im Scheitel leicht angespitzt. Im 16./17. Jahrhundert wurden zwei Kapellen angebaut.
- Auf einem natürlichen Felsblock (Roca de les Creus) wurden in den vergangenen Jahrhunderten etwa 30 Kreuze eingeritzt.
- Im Ort befindet sich ein kleines privat geführtes Museum mit ländlichen Arbeits- und Haushaltsgerätschaften etc.

Umgebung
- Auf dem Gemeindegebiet haben sich noch mehrere Kelterhäuschen (tines) erhalten, die früher am Rand von Weinfeldern standen und eine schnelle Verarbeitung (Kelterung und Gärung) der gelesenen Trauben ermöglichten.

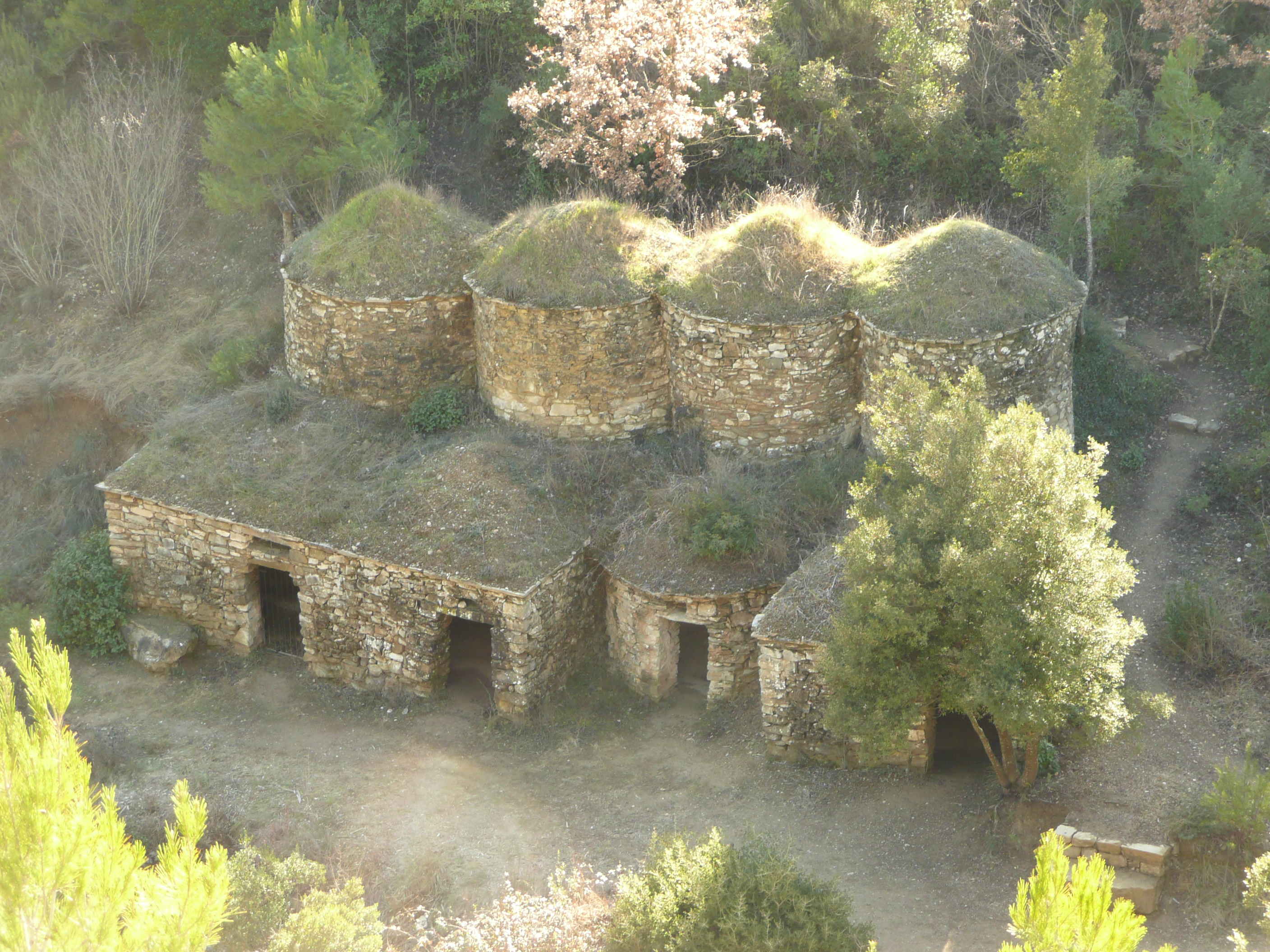
Tines d’en Bleda
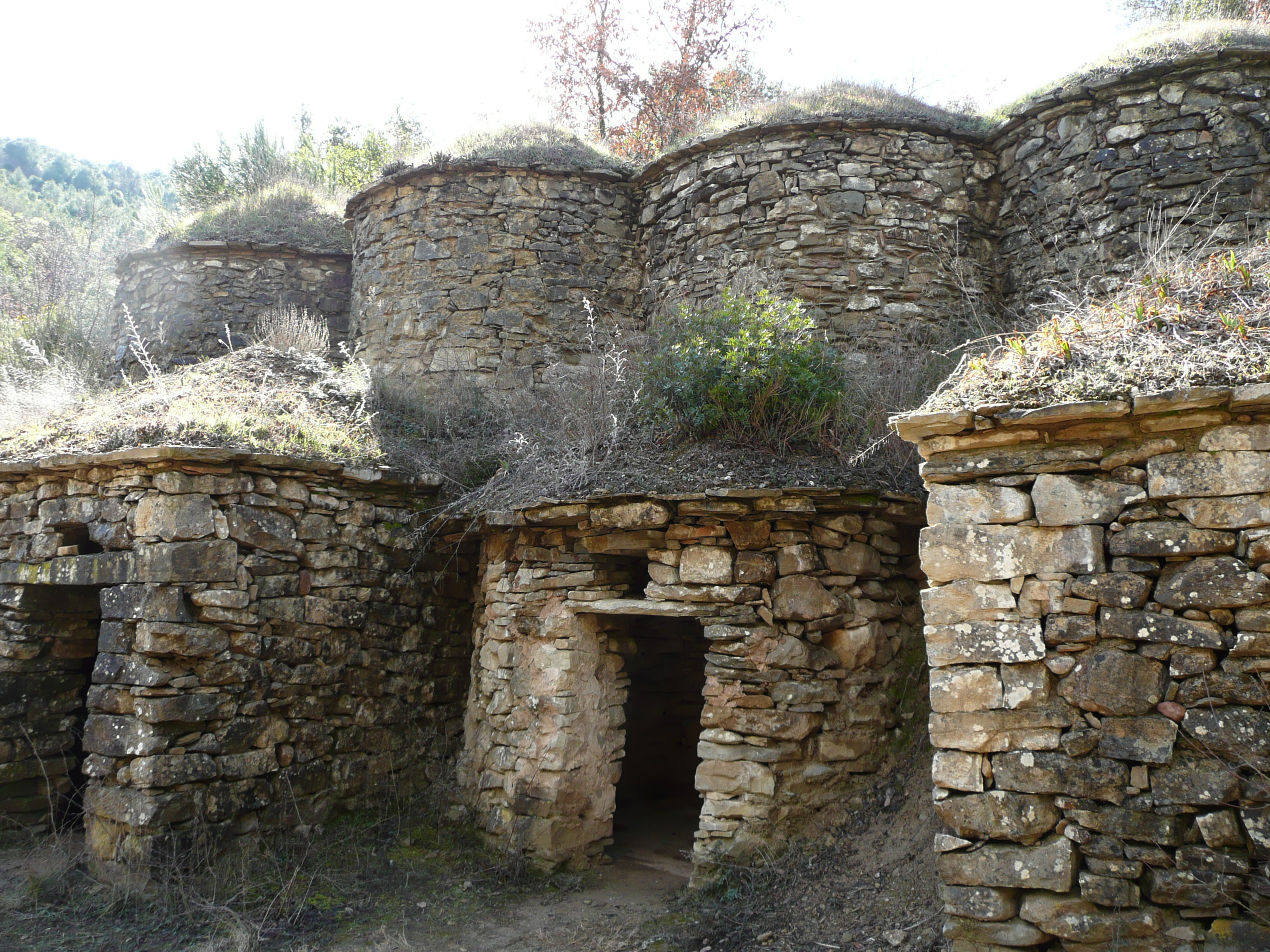
Tines d’en Bleda
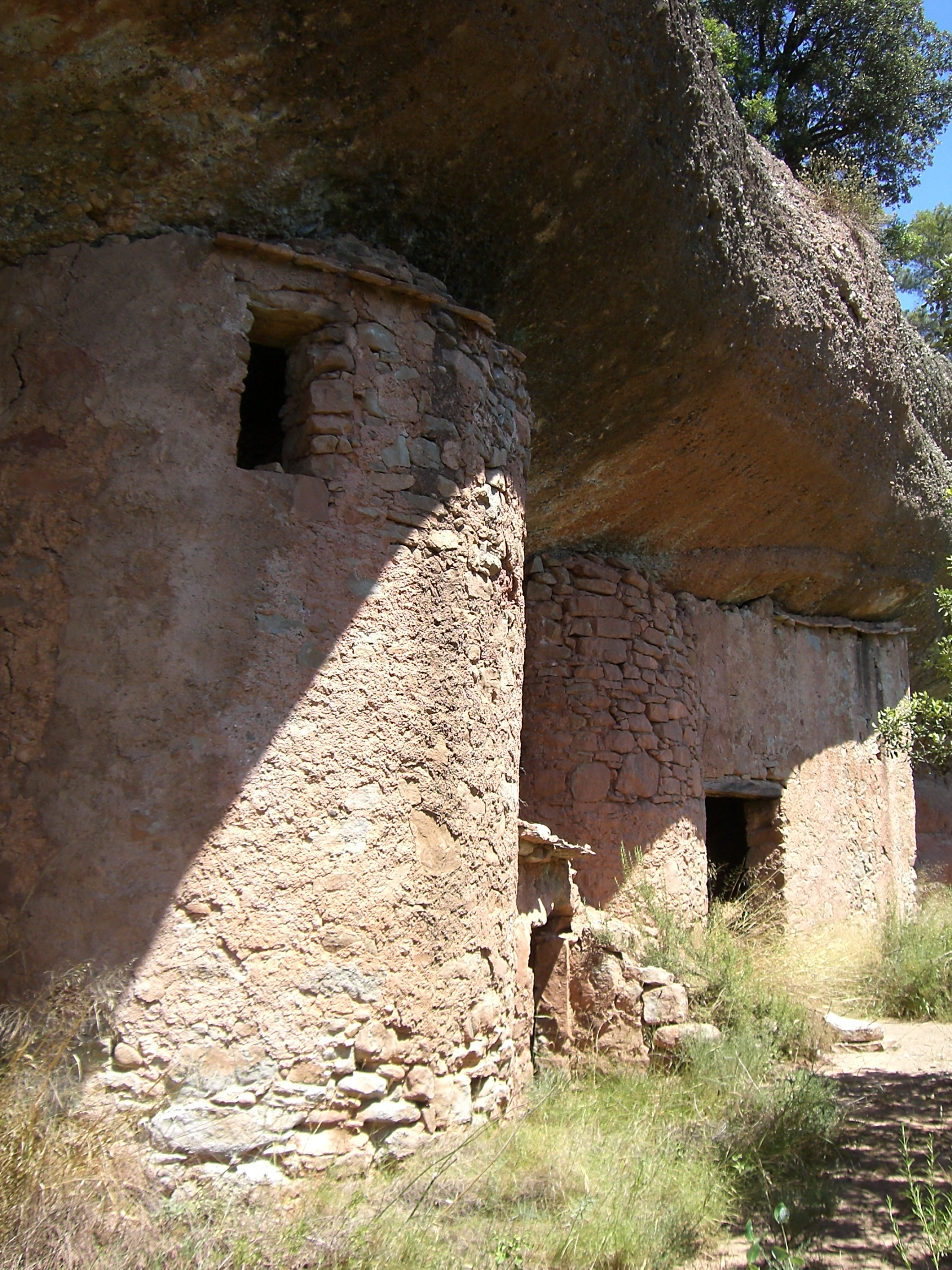
Tines de Balmes Roges
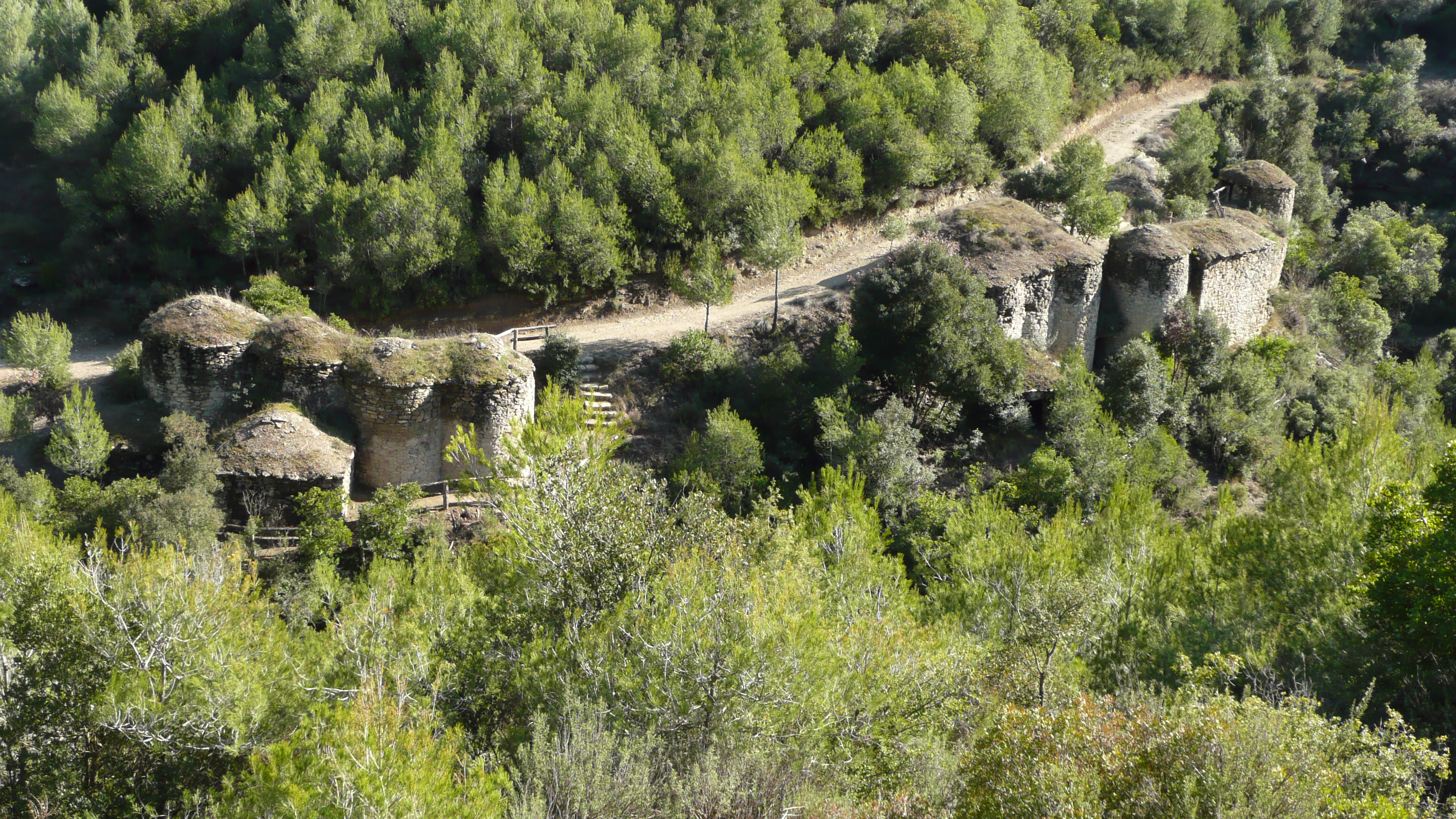
Tines de l'Escudelleta

## Persönlichkeiten
- Jonatan Soriano (* 1985), Fußballspieler